# Пенамакор
Пенамако́р (порт. Penamacor; МФА: [pɨ.nɐ.mɐ.ˈkoɾ], Пинамако́р) — муніципалітет і містечко в Португалії, в окрузі Каштелу-Бранку. Розташований у східній частині країни, на теренах історичної португальської провінції Бейра. Належить до Порталегрівсько-Каштелу-Бранківської діоцезії Католицької церкви в Португалії. Права міського самоврядування має з 1189 року. Поділяється на 9 парафій. За адміністративним поділом, чинним до 1976 року, був складовою провінції Нижня Бейра. Площа муніципалітету — 555,52 км², населення муніципалітету — 5682 ос. (2011); густота населення — 10,23 осіб/км²
. Патрон — Діва Марія. Святковий день муніципалітету — понеділок після Пасхи. Поштовий індекс — 6090.  Код місцевої адміністративної одиниці — 0507. Складова статистичного регіону Центр.

## Географія
Пенамакор розташований на сході Португалії, на північному сході округу Каштелу-Бранку, на португальсько-іспанському кордоні.
Пенамакор межує на півночі з муніципалітетом Сабугал, на сході — з Іспанією, на півдні — з муніципалітетом Іданя-а-Нова, на заході — з муніципалітетом Фундан.

## Історія
1189 року португальський король Саншу I надав Пенамакору форал, яким визнав за поселенням статус містечка та муніципальні самоврядні права.

## Населення
| Кількість мешканців | Кількість мешканців | Кількість мешканців | Кількість мешканців | Кількість мешканців | Кількість мешканців | Кількість мешканців | Кількість мешканців | Кількість мешканців | Кількість мешканців | Кількість мешканців | Кількість мешканців | Кількість мешканців | Кількість мешканців | Кількість мешканців |
| ------------------- | ------------------- | ------------------- | ------------------- | ------------------- | ------------------- | ------------------- | ------------------- | ------------------- | ------------------- | ------------------- | ------------------- | ------------------- | ------------------- | ------------------- |
| 1864                | 1878                | 1890                | 1900                | 1911                | 1920                | 1930                | 1940                | 1950                | 1960                | 1970                | 1981                | 1991                | 2001                | 2011                |
| 9 027               | 10 214              | 12 351              | 13 179              | 14 999              | 14 714              | 15 724              | 17 421              | 18 860              | 16 659              | 12 615              | 9 524               | 8 115               | 6 658               | 5 682               |

## Парафії
- Агуаш
- Алдейя-ду-Бішпу
- Алдейя-де-Жуан-Піреш
- Араняш
- Бемпошта
- Бенкеренса
- Вале-да-Сеньора-да-Повуа
- Мейман
- Меймоа
- Педроган-де-Сан-Педру
- Пенамакор
- Салвадор